# Conservatory–Central Park Drive (Metro de Chicago)
Conservatory–Central Park Drive es una estación en la línea Verde del Metro de Chicago. La estación se encuentra localizada en 3630 West Lake Street en Chicago, Illinois. La estación Conservatory–Central Park Drive fue inaugurada el 30 de junio de 2001.  La Autoridad de Tránsito de Chicago es la encargada por el mantenimiento y administración de la estación. Lleva su nombre por el Garfield Park Conservatory.

## Descripción
La estación Conservatory–Central Park Drive cuenta con 2 plataformas laterales y 2 vías. 